# Dusza filozofa albo Orfeusz i Eurydyka
Dusza filozofa albo Orfeusz i Eurydyka (wł. L'anima del filosofo ossia Orfeo ed Euridice) – opera w czterech aktach z muzyką Josepha Haydna i librettem Carla Francesca Badiniego, skomponowana w 1791 i wystawiona po raz pierwszy w 1951.

## Osoby
- Orfeusz (wł. Orfeo) – tenor
- Eurydyka (wł. Euridice) – sopran
- Pluton (wł. Plutone) – bas
- Kreon (wł. Creonte) – bas
- Bachantka (wł. Baccante) – sopran
- Geniusz (wł. Genio) – sopran
- Koryfeusz (wł. Corifeo) – baryton
- Żołnierz Aridea (wł. Guerriero di Arideo) – tenor
- Dworzanie Kreona (wł. Seguaci di Creonte) – 2 tenory, 2 barytony

## Treść

### Akt I
Eurydyka, córka króla Teb, Kreona, nie chce spełnić woli ojca i wyjść za mąż za Aridea. Ucieka do pełnego niebezpieczeństw lasu, w którym, z rąk dzikich, ratuje ją jej ukochany – Orfeusz. Kreon zgadza się na małżeństwo Orfeusza z Eurydyką.

### Akt II
Arideo usiłuje porwać Eurydykę, ale ginie ona od ukąszenia węża. Orfeusz rozpacza po stracie żony, a Kreon postanawia walczyć z Arideo, który oblega jego pałac, domagając się zadośćuczynienia za niespełnienie obietnicy małżeństwa z Eurydyką.

### Akt III
Orfeusz i Kreon opłakują Eurydykę. Wpadający w obłęd Orfeusz zwraca się do wyroczni, która, ustami Geniusza, poleca mu udanie się do świata podziemnego. Orfeusz zstępuje do piekieł.

### Akt IV
Orfeusz z Geniuszem wędrują przez świat podziemny, gdzie spotykają Furie. Docierają do Plutona, który wzrusza się bólem Orfeusza – zwraca mu Eurydykę, jednak Orfeusz nie może zobaczyć żony przed wyjściem na ziemię. Nie dotrzymawszy tego warunku Orfeusz traci Eurydykę na zawsze.
Bachantki częstują Orfeusza trucizną, a gdy umiera – tańczą wokół jego zwłok. Burza porywa ciało Orfeusza na wyspę Lesbos.

## Historia utworu
Ostatnia opera Haydna „Dusza filozofa albo Orfeusz i Eurydyka” została skomponowana na zamówienie londyńskiego impresaria Johna Galliniego, który kierował King's Theatre. W 1791 trwały już przygotowania do premiery – w obsadzie mieli się znaleźć znani śpiewacy tych czasów: Giacomo Davide (Orfeusz), Rosa Lops (Eurydyka), Theresa Poggi-Cappelletti (prawdopodobnie w roli Bachantki) – jednak wydany przez króla Jerzego III zakaz wystawiania oper włoskich w King's Theatre uniemożliwił prawykonanie utworu. Dzieło nie zostało wystawione za życia Haydna i na prapremierę sceniczną oczekiwało aż 160 lat.
W 1950 wiedeńskie Towarzystwo Haydnowskie zorganizowało nagranie „Duszy filozofa...”. W głównych rolach wystąpili: Herbert Handt (Orfeusz), Judith Hellwig (Eurydyka), Alfred Poell (Kreon), Hedda Heusser (Geniusz) i Walter Berry (Pluton); dyrygował Hans Swarowsky. 9 czerwca 1951, na festiwalu Maggio Musicale Fiorentino we Florencji, odbyła się sceniczna prapremiera opery. W partii Eurydyki wystąpiła Maria Callas, obok niej zaś Thyge Thygesen (Orfeusz), Mario Frosini (Pluton), Boris Christow (Kreon), Liliana Poli (Bachantka) i Julanna Farkas (Geniusz), dyrygował Erich Kleiber.
W 1967 wystawiono „Duszę filozofa...” na festiwalach Wiener Festwochen i w Edynburgu z udziałem Joan Sutherland (Eurydyka), Nicolaia Geddy (Orfeusz) i Spiro Malasa (Kreon); całość prowadził Richard Bonynge. W 2001 w Operze Covent Garden w roli Eurydyki wystąpiła Cecilia Bartoli, dyrygował zaś Christopher Hogwood.

## Nagrania
| Obsada (Orfeusz, Eurydyka, Kreon, Geniusz, Pluton)                                            | Dyrygent            | Wytwórnia      | Rok nagrania | Uwagi                    |
| --------------------------------------------------------------------------------------------- | ------------------- | -------------- | ------------ | ------------------------ |
| Herbert Handt, Judith Hellwig, Alfred Poell, Hedda Heusser, Walter Berry                      | Hans Swarowsky      | Haydn Society  | 1950         | Pierwsze wykonanie opery |
| Nicolai Gedda, Joan Sutherland, Spiro Malas, Mary O'Brian i Joan Sutherland, Walter Bachmann  | Richard Bonynge     | Myto           | 1967         | Nagranie na żywo         |
| Christoph Prégardien, Marilyn Schmiege, Gotthold Schwarz, Claron McFadden, Kees Jan de Koning | Michael Schneider   | Harmonia Mundi | 1990         |                          |
| Robert Swensen, Helen Donath, Thomas Quasthoff, Sylvia Greenberg, Paul Hansen                 | Leopold Hager       | Orfeo          | 1992         |                          |
| Uwe Heilmann, Cecilia Bartoli, Ildebrando d'Arcangelo, Cecilia Bartoli, Andrea Silvestrelli   | Christopher Hogwood | L'Oiseau-Lyre  | 1996         |                          |
| Nikołaj Doroszkin, Ludmiła Sziłowa, Juri Sarafanow, Irina Abmanskaja, Aleksandr Prochorow     | Richard Bonynge     | Olympia        | 1996         |                          |